# Ferdinando Gandolfi
Ferdinando Gandolfi (Gênova, 5 de janeiro de 1967) é um jogador de polo aquático italiano, campeão olímpico.

## Carreira
Ferdinando Gandolfi fez parte da geração de ouro italiana no polo aquático, campeão olímpico de Barcelona 1992.